# Bindal
Gmina Bindal (norw. Bindal kommune) – norweska gmina leżąca w regionie Nordland. Jej siedzibą jest miasto Terråk.
Bindal jest 75. norweską gminą pod względem powierzchni.

## Demografia
Według danych z roku 2005 gminę zamieszkuje 1778 osób. Gęstość zaludnienia wynosi 1,41 os./km². Pod względem zaludnienia 
Bindal zajmuje 351. miejsce wśród norweskich gmin.
| ludność stan na 1 stycznia 2005 |         |           |       |
|                                 | kobiety | mężczyźni | razem |
| osób                            | 898     | 880       | 1778  |
| %                               | 50,51%  | 49,49%    | 100%  |

| wykształcenie stan na 1 października 2004 |            |         |        |          |
|                                           | podstawowe | średnie | wyższe | nieznane |
| osób                                      | 456        | 796     | 171    | 12       |
| %                                         | 31,78%     | 55,47%  | 11,92% | 0,84%    |

## Edukacja
Według danych z 1 października 2004:
- liczba szkół podstawowych (norw. grunnskolar): 5
- liczba uczniów szkół podst.: 252

## Władze gminy
Według danych na rok 2011 administratorem gminy (norw. rådmann) jest Knut Toresen, natomiast burmistrzem (norw. ordfører, d. borgermester) jest Petter Arnfinn Bjørnli.